# Calomnion melanesicum
Calomnion melanesicum är en bladmossart som beskrevs av H. A. Miller 1987. Calomnion melanesicum ingår i släktet Calomnion och familjen Calomniaceae. Inga underarter finns listade i Catalogue of Life.